# Þorvaldur Þiðrandason
Þorvaldur Þiðrandason (Thorvaldur Thidhrandson, n. 935) fue un caudillo vikingo y bóndi de Arnheiðarstaðir, Valþjótstaður í Fljótsdal, Norður-Múlasýsla de Islandia. Era hijo de Þiðrandi Ketilsson. Þorvaldur es un personaje de la saga de Njál, y también aparece citado en la saga Eyrbyggja, y saga Vápnfirðinga. Se casó con Droplaug Þorgrímsdóttir (n. 939) de las Islas Feroe hacia 964 y de esa unión nacieron dos hijos, Grímr Droplaugarson y Helgi Droplaugarson, protagonistas de la saga Droplaugarsona. Ambos ostentaban el nombre de su madre Droplaug, en lugar del patronímico. Aunque era poco habitual, no era extraño en las sociedades germánicas donde la figura matriarcal dominaba algunas veces el clan familiar, a menudo porque el padre había fallecido antes del nacimiento del infante.